# Kerns
Kerns é uma comuna da Suíça, no Cantão Obwald, com cerca de 5.242 habitantes. Estende-se por uma área de 92,54 km², de densidade populacional de 57 hab/km². Confina com as seguintes comunas: Alpnach, Dallenwil (NW), Ennetmoos (NW), Hasliberg (BE), Innertkirchen (BE), Lungern, Sachseln, Sarnen, Wolfenschiessen (NW). 
A língua oficial nesta comuna é o Alemão.